# 台北市白雲禪寺
台北市白雲禪寺全名為財團法人台北市白雲禪寺，位於台灣台北市安和路，為主祀關公之道教廟宇。該廟宇興建於1956年，為位於台北大安區的小型神壇廟宇。另外，該廟宇的組織型態為財團法人制，祭典日期則是每年農曆之六月廿四。